# Jamaicaanse kraai
De Jamaicaanse kraai (Corvus jamaicensis) behoort tot de familie van de kraaiachtigen.

## Verspreiding en leefgebied
Deze soort is endemisch op Jamaica.

## Status
De grootte van de populatie is in 2019 geschat op 1000-2500 volwassen vogels. Op de Rode lijst van de IUCN heeft deze soort de status gevoelig.